# Заточник
Заточник (устаревшее — точильщик) — профессия, специалист по заточке режущего инструмента.
Первоначально точильщиками называли ремесленников, точивших ножи, ножницы, бритвы, кинжалы, плуги, топоры и прочий режущий инструмент и холодное оружие.
В индустриальном производстве используется термин заточник — рабочая профессия специалиста, обеспечивающего требуемые параметры режущего инструмента (фрез, режущих частей сверл, резцов и пр.). В России классифицируются по ОКПДТР как 12242.

## История

### Точильщики ножей

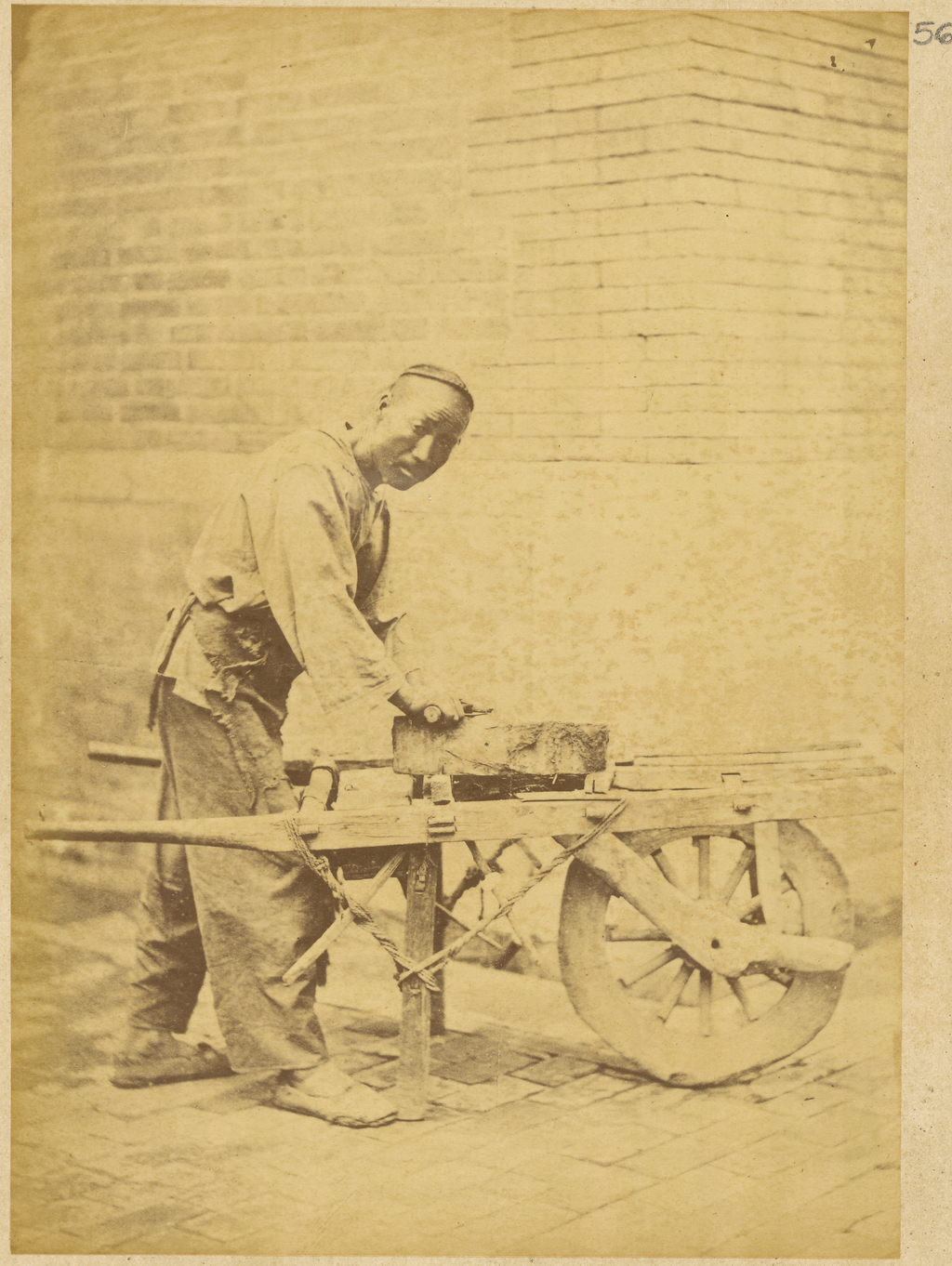
Китайский точильщик ножей (1874-75 г), фотография А.Н.Э. Боярского

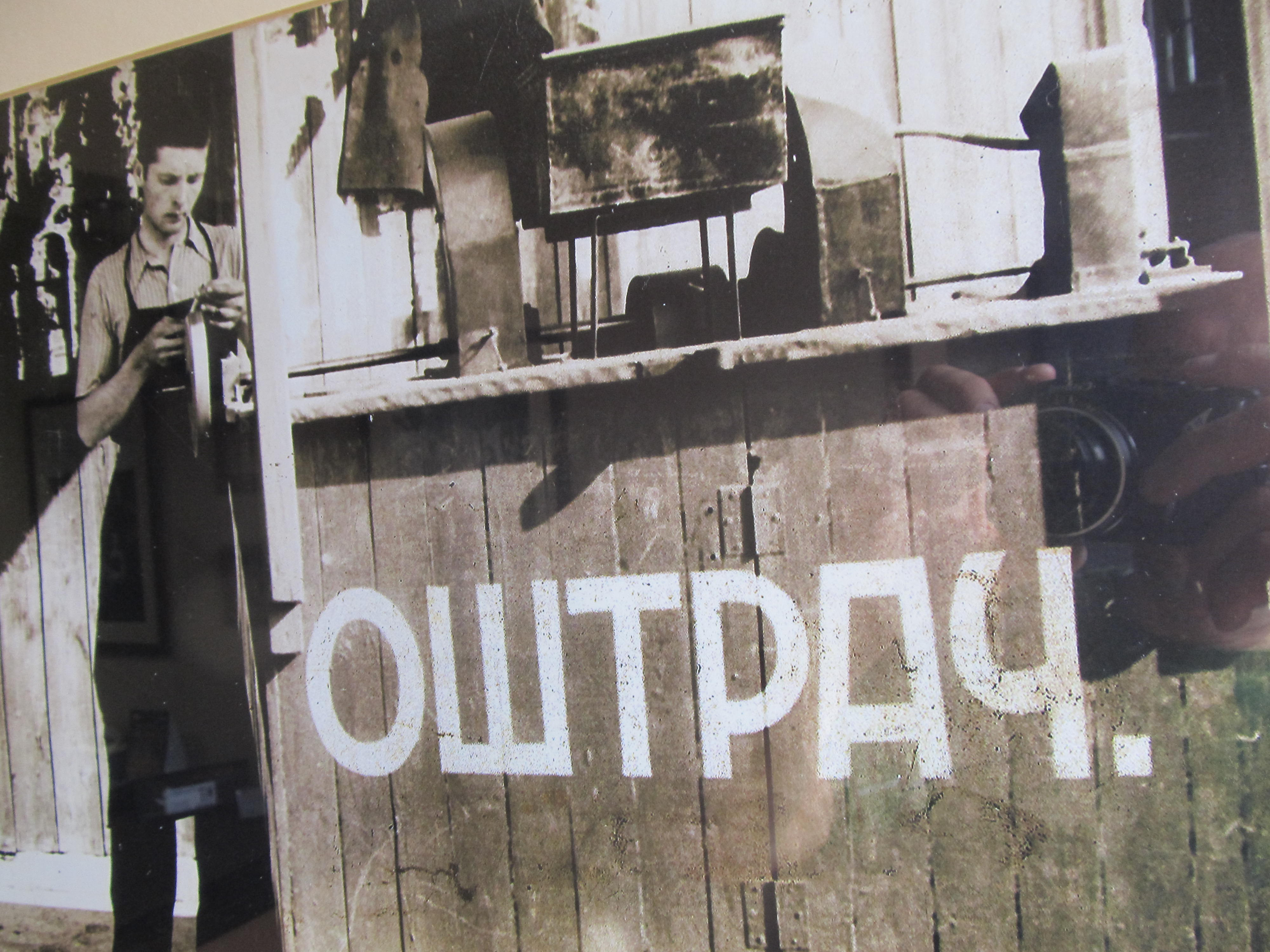
Мастерская точильщика, Сербия

Точильщики ножей известны повсеместно с античных времен, представляя собой бродячих либо имеющих небольшую мастерскую ремесленников. Использовали они для правки и доводки инструмента в основном довольно примитивные устройства, например, оселок, точильный камень (иногда с ножным приводом).

## В искусстве
Скульптура «„Точильщик“, раб-палач, готовящийся к казни силена Марсия», относимая к III-II вв. до н.э.
В литературе:

Проходит, мелодично позванивая большим звонком, древний, но крепкий, как дуб, точильщик ножей, бритв и всякого кухонного металла. Его передвижная мастерская весьма тяжела. Везут ее на колесах вдвоем: хозяин-мастер и его трудолюбивая собака-волк. — Куприн А.И., "Жанета", 1933
«Точильщик (Принцип мелькания)» — картина Казимира Малевича, написанная в 1912 году (по другим данным в 1913 году).